# Frygnowo
Frygnowo (deutsch Frögenau) ist ein Dorf im Powiat Ostródzki (Kreis Osterode in Ostpreußen) in der Woiwodschaft Ermland-Masuren. Es gehört zur Gmina Grunwald (Landgemeinde Grünfelde), die ihren Sitz in Gierzwałd (Geierswalde) hat.

## Geographische Lage
Frygnowo liegt im südlichen Westen der Woiwodschaft Ermland-Masuren, 24 Kilometer südöstlich der Kreisstadt Ostróda (deutsch Osterode in Ostpreußen).

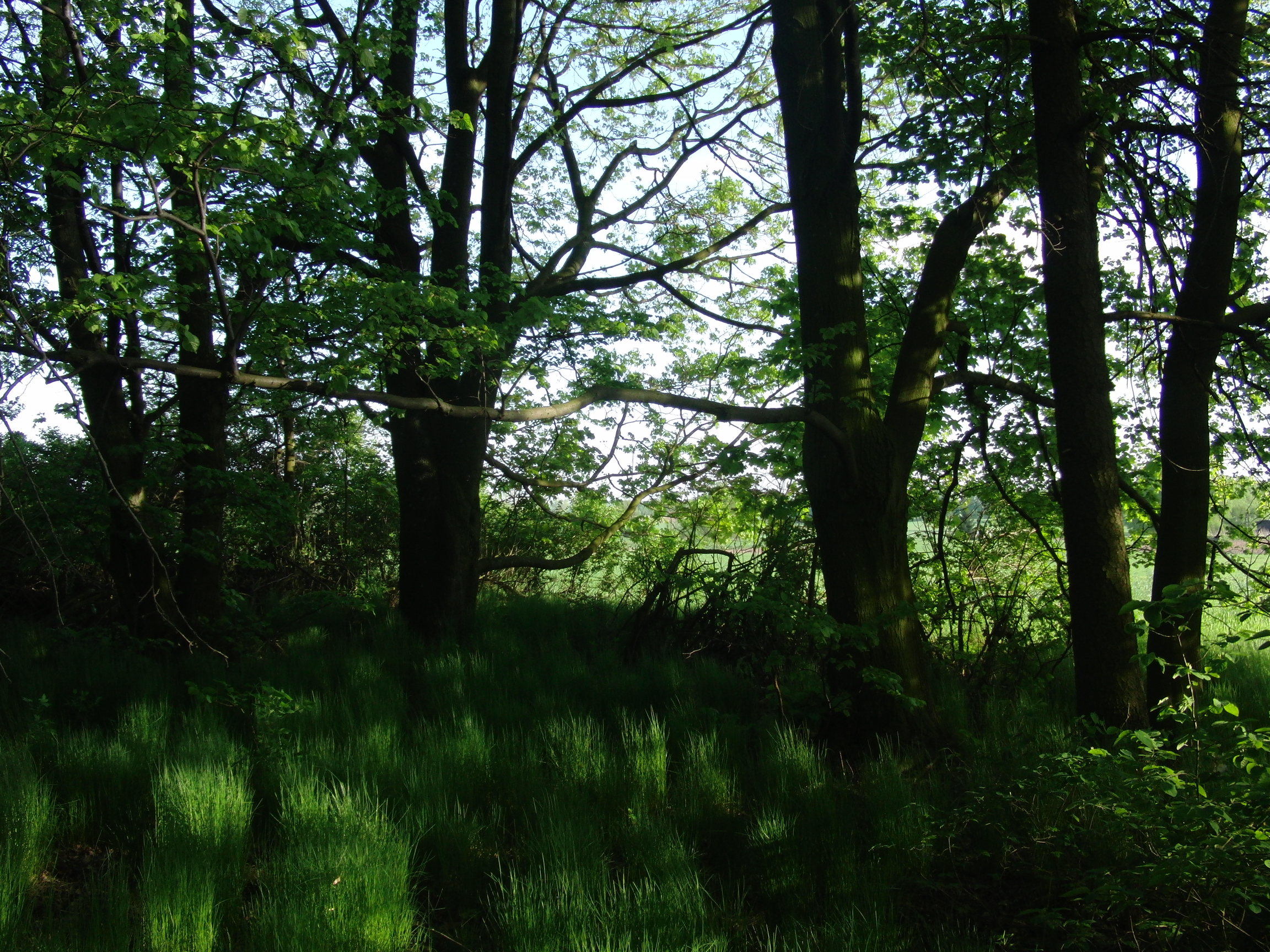
Blick vom "Feldherrenhügel" in Frygnowo (Frögenau). Von hier aus beobachtete General Hindenburg die Schlacht zu Tannenberg 1914.

|  |

## Geschichte

### Ortsgeschichte
Erstmals erwähnt wurde Frögenau 1335 als Besitz der Ritter von Gilgenburg. Dieser Ort trug im Laufe der Geschichte verschiedene Ortsnamen. Nach 1410 hieß Frögenau Freudenaw. Die vorletzte deutsche Ortsbezeichnung erhielt dieser Ort im Rahmen der Umbenennung von Orten in Ostpreußen im Jahr 1938 und lautete Fregenau.
Im Jahr 1820 kam das Gut in den Besitz der Tannenberger Familie von Brandt. Zu diesem Zeitpunkt besaß Frögenau eine baufällige Kirche, die später bis auf den Glockenturm abgetragen wurde. Die Familie von Brandt verkaufte Gut Frögenau 1857 weiter an Heinrich Freiherr von Eckhardtstein.
Am 7. Mai 1874 wurde Frögenau Amtsdorf und damit namensgebend für einen Amtsbezirk, der zum Kreis Osterode in Ostpreußen im Regierungsbezirk Königsberg (ab 1905: Regierungsbezirk Allenstein) in der preußischen Provinz Ostpreußen gehörte.
1891 wurde die Molkereigenossenschaft gegründet. Im Jahre 1910 zählte Frögenau 579 Einwohner, von denen 297 zum Dorf (Landgemeinde) und 282 zum Gut (Gutsbezirk) gehörten.
Bekannt wurde das Dorf, weil hier General Paul von Hindenburg und Oberquartiermeister Erich Ludendorff mit seinem Stab der 8. Armee unter  am 28. und 29. August 1914 während der Schlacht bei Tannenberg die deutschen Truppen führte. In der Molkerei war der Gefechtsstand eingerichtet. Vom gegenüberliegenden Hügel aus beobachtete Hindenburg den Schlachtverlauf. An diesem Standort wurde nach dem Ersten Weltkrieg ein Denkmal errichtet. Bei der Einweihung pflanzte Hindenburg persönlich eine „Hindenburgeiche“. Fortan trug dieses Gelände den Namen „Feldherrnhügel“ und wurde zu einer Station der Tannenbergfahrt. Nach 1945 verfiel das Denkmal, der Hügel verwucherte und die Hindenburgeiche wurde gefällt. Seit 1989 ist der zentrale Findling verschwunden und das Denkmal nahezu abgeräumt.
Aufgrund der Bestimmungen des Versailler Vertrags stimmte die Bevölkerung im Abstimmungsgebiet Allenstein, zu dem Frögenau gehörte, am 11. Juli 1920 im Rahmen der Volksabstimmungen in Ost- und Westpreußen über die weitere staatliche Zugehörigkeit zu Ostpreußen und damit zum Deutschen Reich oder den Anschluss an Polen ab. In Frögenau (Dorf und Gut) stimmten 300 Einwohner für den Verbleib bei Ostpreußen, auf Polen entfielen keine Stimmen. Durch die Not der Nachkriegszeit und Deutschen Inflation 1914 bis 1923 musste das bisher ausschließlich landwirtschaftlich geführte Gut Frögenau an die Ostpreußische Landgesellschaft zu Siedlungszwecken verkauft werden.
Am 30. September 1928 schlossen sich der Gutsbezirk Frögenau und die Landgemeinde Frögenau zur neuen Landgemeinde Frögenau zusammen. Die Zahl der so veränderten  Landgemeinde belief sich 1933 auf 703 und 1939 auf 734.
Gegen Ende des Zweiten Weltkriegs wurde Frögenau, das zu Kriegsbeginn 734 Einwohner hatte, im Januar 1945 von der Roten Armee eingenommen. Dabei wurden viele Gebäude zerstört, darunter das Gutshaus. An dieser Stelle steht heute die Schule. Nach Kriegsende wurde der Ort zusammen mit der südlichen Hälfte Ostpreußens unter polnische Verwaltung gestellt. Es begann nun die Zuwanderung von Polen und Ukrainern aus den an die Sowjetunion gefallenen Gebieten östlich der Curzon-Linie.
Als 1945 in Kriegsfolge das gesamte südliche Ostpreußen an Polen überstellt wurde, war auch Frögenau davon betroffen. Das Dorf erhielt die polnische Namensform „Frygnowo“ und ist heute eine Ortschaft im Verbund der Gmina Grunwald (Landgemeinde Grünfelde) mit Sitz in Gierzwałd (Geierswalde) im Powiat Ostródzki (Kreis Osterode in Ostpreußen), bis 1998 der Woiwodschaft Olsztyn, seither der Woiwodschaft Ermland-Masuren mit Sitz in Olsztyn (Allenstein) zugehörig.

### Amtsbezirk Frögenau (1874–1945)
Zum Amtsbezirk Frögenau gehörten anfangs vier Orte, am Ende waren es noch zwei:
| Deutscher Name                 | Polnischer Name | Anmerkungen                                        |
| ------------------------------ | --------------- | -------------------------------------------------- |
| Frögenau (LG)                  | Frygnowo        |                                                    |
| Frögenau (GB)                  |                 | 1928 in die Landgemeinde Frögenau eingegliedert    |
| Mertinsdorf                    | Marcinkowo      |                                                    |
| Udzikau 1938–1945 Mertinsfelde | Udzikowo        | 1878 in die Landgemeinde Mertinsdorf eingegliedert |

## Kirche
Bis 1945 war Frögenau in die evangelische Kirche Tannenberg (polnisch Stębark) in der Kirchenprovinz Ostpreußen der Kirche der Altpreußischen Union, außerdem in die römisch-katholische Kirche Gilgenburg (polnisch Dąbrówno) im Bistum Ermland eingepfarrt.
Heute gehört Frygnowo zur katholischen Pfarrei Stębark (Tannenberg) im jetzigen Erzbistum Ermland sowie zur evangelischen Kirche Olsztynek (Hohenstein), einer Filialkirche von Ostróda (Osterode in Ostpreußen) in der Diözese Masuren der Evangelisch-Augsburgischen Kirche in Polen.

## Verkehr
Frygnowo liegt im Kreuzungspunkt der beiden Woiwodschaftsstraßen 537 (Lubawa (Löbau in Westpreußen) – Pawłowo (Paulsgut)) und 542 (Działdowo (Soldau) – Rychnowo (Reichenau)). Außerdem führen Nebenstraßen aus Nachbarorten nach Frygnowo. Ein Bahnanschluss besteht nicht.